# Les Héritiers sauvages
Les Héritiers sauvages est la troisième album de la série de bande dessinée Jeremiah.

## Synopsis
En vue d'assurer leur subsistance, Jeremiah et Kurdy cherchent du travail, mais sans beaucoup de résultats. Ils finissent toutefois par arriver à un endroit où abondent les terres cultivables et qui est dominé par Alvis Trenton et les fils Aldus. Un des Aldus fournit un logement à Jeremiah et Kurdy. Jeremiah part travailler à "l'exploitation" qui serait un travail dur et non payé dissimulant une sombre manigance.